# 少花獐牙菜
少花獐牙菜（学名：Swertia younghusbandii）为龙胆科獐牙菜属下的一个种。

## 扩展阅读
- 維基物種上的相關：少花獐牙菜